# Bill Kaulitz
Bill Kaulitz (Leipzig, 1. rujna 1989.), poznat i kao Billy (stilizirano BILLY), njemački je pjevač i kantautor. Najpoznatiji je kao pjevač pop rock sastava Tokio Hotel.

## Rane godine
Rođen je 1. rujna 1989. u Leipzigu u tadašnjoj Istočnoj Njemačkoj. Njegov je brat blizanac Tom stariji od njega deset minuta. Njegovi roditelji Simone Kaulitz i Jörg W. rastali su se kad je Kaulitz imao sedam godina. Simone se 1. kolovoza 2009. udala za Gordona Trümpera, gitarista njemačke rock skupine Fatun, s kojim je tada bila 12 godina u vezi.
Kaulitz se rano počeo baviti pjevanjem, a Tom sviranjem gitare. Trümper je primijetio da se blizanci zanimaju za glazbu, pa im je pomogao osnovati sastav. Kaulitz je u nekoliko intervjua izjavio da je počeo pisati pjesme s bratom kad su imali sedam godina.

## Karijera

### Početci (1999. – 2003.)
Braća su kao desetogodišnjaci počela nastupati u Magdeburgu nedaleko od rodnoga grada Loitschea. Održavali su manje koncerte, no još nisu bili poznati. Budući da su nastupali bez bubnjara i basista, oslanjali su se na klavijaturu kojom su zamjenjivali sve ostale instrumentalne dionice.
Kad su navršili dvanaest godina, upoznali su Georga Listinga (koji je tad imao 14 godina) i Gustava Schäfera (tada trinaestogodišnjaka) – bili su u publici na jednom od nastupa. Listing i Schäfer bili su prijatelji i nakon nastupa su se pridružili skupini. Grupa je ubrzo promijenila ime u "Devilish" jer je u to vrijeme objavljen članak koji ju je nazivao "vraški dobrom" ("devilishly great"). Njih četvero nastavljali su održavati koncerte; krajem 2002. ili početkom 2003. sastav se pojavio na manje poznatom njemačkom informativnom programu, no veću pozornost nije dobio dok se Kaulitz nije prijavio u talent showu "Star Search".

### Prvi uradci
Godine 2005. David Jost, menadžer skupine, ugovorio je sastanak s Interscope Recordsom i Tokio Hotel potpisao je ugovor s tim izdavačem. Krajem te godine objavio je debitantski album Schrei ("Vrisak"). Prvi singl objavljen s tog albuma jest "Durch den Monsun" ("Kroz monsun"), koji se istog mjeseca pojavio na prvom mjestu njemačke ljestvice singlova.

### Prva turneja i daljnji uspjeh
Nakon objave tog albuma Tokio Hotel otišao je na njemačku turneju, tijekom koje je snimljen i koncertni DVD. Kaulitz je bio zapažen po energičnosti i harmoniziranju s obožavateljima (često bi publici prepuštao pjevanje stihova).
Godine 2006. Kaulitz je posudio glas Arthuru u njemačkoj inačici filma Arthur u zemlji Minimoya.
Nakon turneje Tokio Hotel vratio se u studio i počeo raditi na drugom albumu Zimmer 483 (Soba 483), koji je objavljen u veljači 2007. Četiri su pjesme s uratka objavljene kao singlovi: "Übers Ende der Welt" ("Iznad kraja svijeta" – objavljen kao "Ready, Set, Go!"), "Spring nicht" ("Ne skači"), "An deiner Seite (Ich bin da)" ("Pokraj tebe (se nalazim)" – objavljen kao "By Your Side") i "Heilig" ("Svet" – objavljen kao "Sacred"); potonji je singl objavljen 2008.
Da bi podržao Zimmer 483, Tokio Hotel otišao je na europsku turneju, tijekom koje je snimljen još jedan koncertni DVD.

### Međunarodni uspjeh (2007. – 2008.)
Budući da se krug obožavatelja skupine počeo širiti Zapadom, Kaulitz i ostatak skupine odlučili su ponovno snimiti izabrane pjesme s prethodno objavljenih dvaju albuma i njihove tekstove prevesti na engleski jezik. Te su se ponovno snimljene pjesme pojavile na prvom albumu Tokio Hotela na engleskom pod imenom Scream. Taj je uradak objavljen sredinom 2007. u Europi (dok je u državama u kojima se govori njemački jezik objavljen pod imenom Room 483).
S tog su albuma objavljena četiri singla: "Scream", "Monsoon", "Don't Jump" i "Ready, Set, Go!". Da bi podržao uradak, Tokio Hotel prvi je put napustio Europu i otišao u Sjedinjene Države.
Tijekom veljače 2008. sastav je održao pet koncerata u Sjevernoj Americi; prvi se održao u Kanadi, a posljednji u New Yorku. Nakon te turneje skupina se vratila u Europu da bi održala turneju 1000 Hotels Tour.

### 1000 Hotels Tour i zdravstveni problemi
Turneja 1000 Hotels Tour počela je 3. ožujka 2008. u Bruxellesu; izvorno se trebala održati i u Nizozemskoj, Luksemburgu, Francuskoj, Španjolskoj, Portugalu, Italiji i Skandinaviji, a trebala je trajati do 9. travnja. Međutim, 14. ožujka Kaulitz je počeo imati probleme s glasom usred nastupa u Marseilleu. Publika je češće pjevala od njega, a sastav je odsvirao šesnaest pjesama umjesto njih dvadeset i jednu.
Dva dana nakon toga grupa je otkazala koncert u Lisabonu nekoliko trenutaka prije njegova početka. Svi članovi skupine osim Kaulitza došli su na pozornicu i ispričali se obožavateljima; izjavili su da je Kaulitz bolestan i da putuje u Njemačku na pregled – održao je 43 koncerta bez odmora i upalilo mu se grlo. Zbog te se upale na njegovim glasnicama stvorila cista, koju je 30. ožujka morao ukloniti operacijom grkljana. Nije mogao govoriti deset dana i mjesec dana morao je ići logopedu.
Do svibnja 2008. Kaulitz se oporavio i sastav je promijenio datume nastupa za turneju 1000 Hotels Tour te dodao nekoliko koncerata na otvorenom. Turneja je završila 13. srpnja 2008. u belgijskom gradu Werchter i usprkos operaciji i privremenoj stanci bila je uspješna.

### Humanoid(2008. – 2011.)
Od 2008. do 2009. Tokio Hotel snimao je novi album Humanoid, svoj drugi na engleskom i treći na njemačkom jeziku; sadrži više elemenata techna' od prijašnjih uradaka. Objavljen je 6. listopada 2009., a manje od mjesec dana poslije sastav je osvojio nagradu za najbolju grupu na dodjeli nagrada EMA u Berlinu. S tog su albuma u rujnu 2009. objavljeni singlovi "Automatic" / "Automatisch", a u siječnju 2010. "World Behind My Wall" / "Lass uns laufen" ("Dajte nam da trčimo").

### Kings of Suburbiai samostalni projekti (2012. – 2016.)
U svibnju 2012. Kaulitz se pojavio na pjesmi "If I Die Tomorrow" Far East Movementa; pjesma se nalazi na albumu Dirty Bass.
Godine 2013. Tokio Hotel najavio je objavu petog studijskog albuma Kings of Suburbia, a objavljen je 3. listopada 2014.
Godine 2016. Kaulitz je izjavio da se planira posvetiti samostalnom projektu pod imenom "Billy" (stilizirano kao BILLY). Njegov je prvi EP I'm Not OK objavljen 20. svibnja te godine.

### Dream Machine(2016. – 2018.)
Šesti studijski album Tokio Hotela Dream Machine objavljen je 3. ožujka 2017.
U listopadu 2018. Kaulitz je gostovao na pjesmi "Vogel aus Gold" glazbenika Nissea. Pjesma se nalazi na njegovu albumu Ciao.

### Melancholic Paradisei autobiografija (2018. – 2020.)
Godine 2018. sastav je objavio da radi na novom albumu i da će otići na turneju Melancholic Paradise. Singlovi "Melancholic Paradise", "When It Rains It Pours" i "Chateau" poimence su objavljeni 1. veljače, 5. travnja i 17. studenoga 2019.
Dio turneje Melancholic Paradise koji se trebao održati u Latinskoj Americi otkazan je 12. ožujka 2020. zbog pandemije COVID-19.
U kolovozu 2020. Kaulitz je izjavio da će skupina ponovno snimiti singlove "Durch den Monsun" i "Monsoon" i objaviti ih u listopadu 2020. u počast petnaestoj obljetnici objave tih singlova; "Durch den Monsun 2020" i "Monsoon 2020" naposljetku su poimence objavljeni 2. i 16. listopada 2020.
Kaulitz je napisao prvu autobiografiju "Career Suicide: Meine ersten dreißig Jahre" ("Mojih prvih trideset godina"); knjiga je napisana na njemačkom jeziku i izvorno je trebala biti objavljena 4. siječnja 2021., no na kraju je objavljena 1. veljače 2021.
Tokio Hotel je 11. prosinca te godine objavio novi singl "Berlin" na kojemu gostuje kanadska pjevačica VVAVES.

### Beyond the World tour i2001(2020. – danas)
Tokio Hotel je 7. prosinca 2020. najavio svoju novu turneju Beyond the World za jesen 2021. Kasnije je odgođena do travnja 2022. zbog pandemije COVID-19, te ponovno do travnja 2023. zbog rusko-ukrajinskog rata.
Dana 11. siječnja 2021. na službenim je stranicama sastava na Facebooku i Instagramu objavljeno da će objaviti novi singl "White Lies", na kojem je gostovao njemački EDM dua VIZE. Taj je singl objavljen 15. siječnja 2021. Iste godine Tokio Hotel je objavio singlove "Behind Blue Eyes" (obradu obradu istoimene pjesme The Who) s VIZE u svibnju, "Sorry Not Sorry" s njemačkim reperom Badchieff-om u kolovozu i "HERE COMES THE NIGHT" u listopadu.
Tokio Hotel je 2022. objavio singlove "Bad Love" 4. veljače, "HIM" 8. travnja, "When We Were Younger" 27. svibnja, "Fahr mit mir (4x4)" sa Kraftklubom 8. srpnja. Kako su i najavili, njihov sedmi studijski album zvan 2001 objavljen je 18. studenoga iste godine.

## Ostali projekti
Godine 2009. ponovno je posudio glas liku Arthura u njemačkoj inačici nastavka filma Arthur u zemlji Minimoya. Godine je s Tokio Hotelom i estonskom pjevačicom Kerli snimio pjesmu "Strange" za film Alisa u zemlji čudesa i popratni CD s glazbom iz tog filma.
S bratom je postao fotomodel za udrugu PETA i zajedno su protestirali protiv iskorištavanja divljih životinja za zabavu. Početkom 2010. bio je model i za Dsquared.
Kaulitz je postao član žirija u desetoj sezoni emisije Deutschland sucht den Superstar. Godine 2019. bio je jedan od voditelja emisije Queen of Drags sa svojom šogoricom Heidi Klum.

## Privatni život
Kaulitz i njegov brat blizanac Tom nekoć su živjeli u Hamburgu, no u listopadu 2010. preselili su se u Los Angeles zbog slučaja uhođenja i pljačke. Također su izjavili da ondje lakše mogu snimiti novi album jer njihov menadžer David Jost živi u blizini. Tom se 2019. oženio manekenkom Heidi Klum, a Bill je njezin blizak prijatelj.
Kaulitz je vegetarijanac i sudjelovao je u PETA-inim kampanjama.
Tjednik Der Spiegel izjavio je da je rasprava o Kaulitzovoj seksualnoj orijentaciji "vječna tema"; sam je Kulitz izjavio da ga ljudi najčešće ispituju o njoj, ali da uglavnom odbija razgovarati o tome. U studenome 2014. Kaulitz je na svojem blogu progovorio o ljubavi, određenjima i svojoj seksualnosti; nije izjavio koje je seksualne orijentacije, ali je komentirao: "Možda ću tek upoznati nekoga tko će mi zauvijek promijeniti život; ako se to dogodi, je li važno kojeg je spola ta osoba? Godine 2021. otkrio je da je u poliamornoj vezi sa svojim najboljim prijateljem i njegovom djevojkom.
Podržavao je politiku Angele Merkel, a tijekom njemačkih saveznih izbora 2017. podržao je CDU.

### Problemi s uhođenjem
Krajem 2008. i početkom 2009. nekoliko je uhoditeljica uporno pratilo članove sastava; čak su pratile i njegova brata Toma Kaulitza do kuće njihovih roditelja te su potom napale njihovu majku. Uhođenje je naočigled prestalo nakon što je Tom u travnju 2009. navodno udario jednu od uhoditeljica na benzinskoj crpki i odvezao se automobilom. Međutim, u članku u tabloidu Bild pisalo je da bi Tom možda morao pred sud zbog napada na drugu osobu. Krajem prosinca 2009. optužbe protiv njega povučene su, no on je sam optužio djevojku koju je navodno udario za uhođenje. Kaulitz je izjavio da je provala u njihovu kuću u Njemačkoj natjerala braću da se presele u SAD.

## Javni imidž
Na mrežnom se mjestu dw-world.com navodi da su Kaulitzu njegov izgled, mladost i neobična frizura priskrbili status ikone među mnogim tinejdžericama. Der Spiegel je izjavio da je Kaulitz ikona u zajednici LGBT osoba, što je Kaulitz i prihvatio. Uglavnom samostalno dizajnira svoju koncertnu odjeću, a stvara mu je njegov krojač. Sakuplja naramenice i "lud je za jaknama" – izjavio je da ima na stotine jakni u ormaru. Komentirao je da su njegov modni stil nadahnuli David Bowie (pogotovo u filmu Labirint iz 1986.), Nena, vampiri, pariški dućani iz druge ruke, upečatljiv nakit i Diorovi parfemi za muškarce. Kao utjecajne je osobe naveo i Stevena Tylera, Karla Lagerfelda i Hedija Slimanea.
Kaulitz se također zanima za tetovaže, a prvu je dobio kao petnaestogodišnjak. Na ruci ima tetovažu kostiju. Godine 2018. na svoju je desnu ruku dao tetovirati sliku svojeg uginulog psa Pumbe; tetovirao ga je Daniel Meyer.
U kolovozu 2008. čitatelji španjolskog časopisa ¡Hola! proglasili su ga najprivlačnijim pjevačem na pozornici. Dana 30. rujna 2008. u berlinskom je muzeju Madame Tussauds postavljena njegova voštana figura – u to je vrijeme imao devetnaest godina, pa je tako postao najmlađa osoba koja je ondje dobila takvu figuru. U prosincu 2008. MTV News proglasio ga je "šestim muškarcem godine".
U rujnu 2009. Karl Lagerfeld pozvao je Kaulitza da sudjeluje u snimanju fotografija za tridesetu obljetnicu postojanja časopisa Vogue u Njemačkoj. Lagerfeld ga je nazvao "drugom idejom Nijemca" i napisao da je taj pjevač postao superzvijezda i modna ikona.
U listopadu 2009. pojavio se na 11. mjestu popisa najbolje odjevenih u njemačkom časopisu GQ. Urednici su izjavili da su ga uvrstili na popis jer je njegov stil kitnjast, ali i zato što je bio voljan mijenjati ga i isprobati nove stvari. Dizajner Michael Michalsky izjavio je: "Bill Kaulitz jedinstven je i beskompromisan, živući pop-art. Voli se mijenjati – to je moda." Kaulitz je otvorio i zaključio modnu reviju Dsquared2 za jesen i zimu 2010. pjesmom "Screamin'".
Nakon što se preselio u SAD, Kaulitz je počeo njegovati muževniji stil. Izjavio je da je na prethodni stil znao utrošiti tri sata i da ga više nije mogao nadmašiti, pa da se novim izgledom dijelom odlučio "isprobati nešto novo, živjeti normalno i voljeti."

## Diskografija
Kao samostalni glazbenik (BILLY)
- I'm Not OK (EP, 2016.)

Devilish
- Devilish (samostalno objavljeno 2001.)

Tokio Hotel
- Schrei (2005.)
- Zimmer 483 (2007.)
- Scream (2007.)
- Humanoid (2009.)
- Kings of Suburbia (2014.)
- Dream Machine (2017.)
- 2001 (2022.)

## Vanjske poveznice

### Sestrinski projekti
|  | Zajednički poslužitelj ima još gradiva o temi Bill Kaulitz |